# Takahira Kogoro

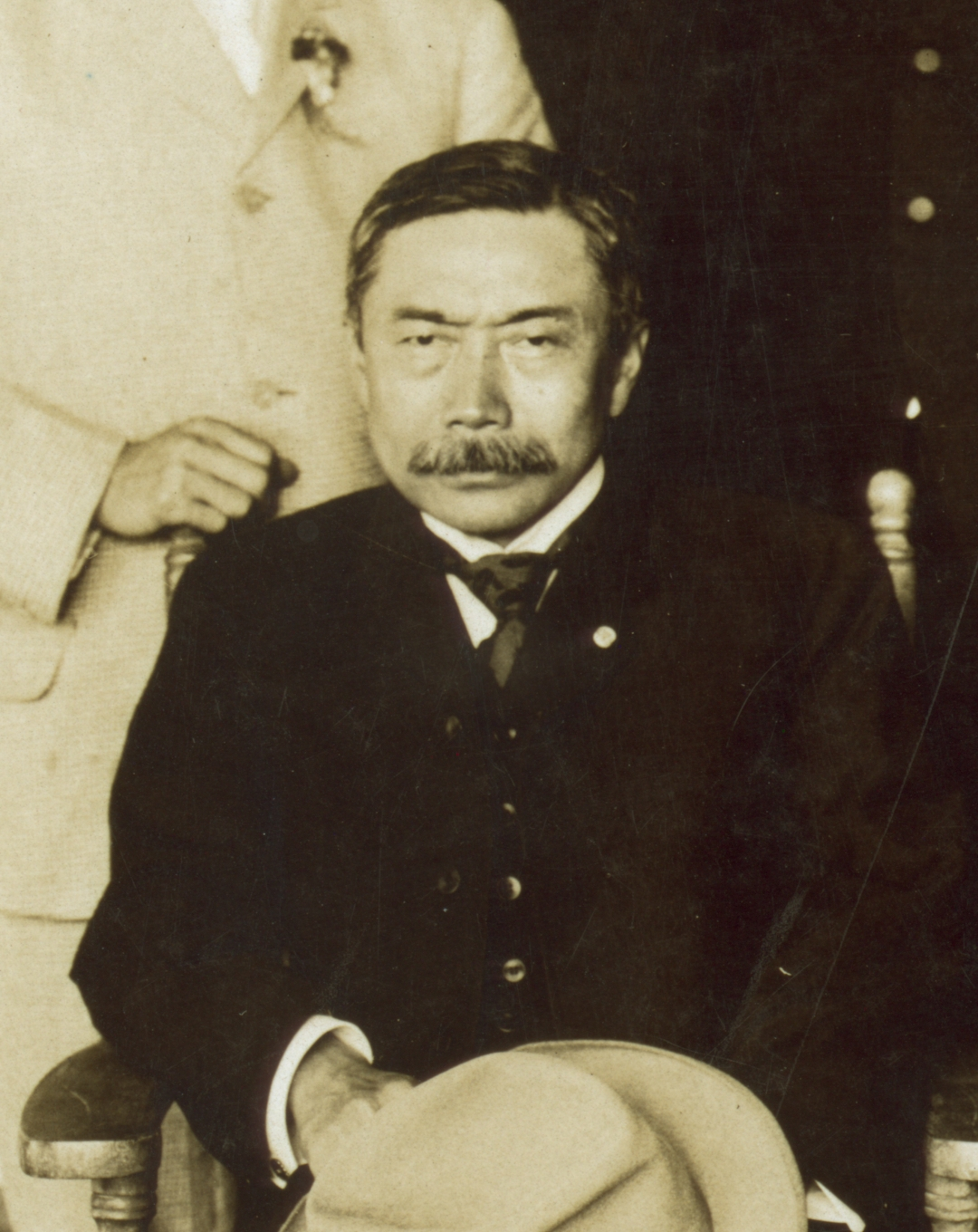
Takahira Kogoro, 1905.

Takahira Kogoro, född 29 januari 1854, död 28 november 1926, var en japansk diplomat.
Takahira tillhörde en samuraj-släkt, inträdde 1876 i japanska utrikesministeriets tjänst, blev 1879 attaché och 1881 legationssekreterare i Washington samt var sedermera efter vartannat generalkonsul i Shanghai och New York, ministerresident i Haag och Köpenhamn, sändebud i Rom, Wien och Bern samt (1901–05) i Washington.
Han förde vid Komura Jutaros sida fredsförhandlingarna med Ryssland i Portsmouth hösten 1905 efter rysk-japanska kriget och var därpå ambassadör i Rom 1907–08 och i Washington 1908–09. Takahira har inlagt stora förtjänster vid revisionen av Japans traktater med de stater hos vilkas regeringar han varit ackrediterad.